# 松田弘俊
松田 弘俊（まつだ ひろとし、1896年〈明治29年〉2月28日 - 1972年〈昭和47年〉11月17日）は、昭和日本の実業家・政治家である。新潟県長岡市にあった電力会社北越水力電気や同社から派生した北越電化工業（現・北越メタル）の常務取締役を務めたのち、1947年（昭和22年）に初代の公選長岡市長に当選し2期8年在職した。

## 経歴
松田弘俊は、1896年（明治29年）2月28日、水落要松の次男として新潟県中魚沼郡下条村（現・十日町市）に生まれた。実家・水落家は江戸時代に代々庄屋を務めた家で、父・要松は下条村長や新潟県会議員にもなった。1914年（大正3年）に新潟県立加茂農林学校を卒業し、初め三菱合資会社新潟事務所に勤務した。
1918年（大正7年）、長岡市の電力会社北越水力電気に入社する。翌1919年（大正8年）、入夫婚姻の形で妻・智恵（1899年生）の実家松田家を継いだ。妻の父は松田市平といい、松田周平（書籍商兼石油採掘業）の次男に生まれ実業家として活動していたが日露戦争で戦死していた。北越水力電気入社後はカーバイド工場勤務を経て、1934年（昭和9年）12月同社支配人に任ぜられる。1937年（昭和12年）6月には取締役兼支配人に昇格し、翌年さらに常務取締役へ昇った。
太平洋戦争開戦後の1942年（昭和17年）4月、配電統制のため北越水力電気は電気事業を国策会社東北配電（東北電力の前身）へと出資した。松田は東北配電においては翌年5月までの短期間ながら監事（監査役に相当）を務めている。1942年5月、北越水力電気のカーバイド事業を引き継ぎ北越電化工業（現・北越メタル）が発足すると同社常務取締役に就いた。北越電化工業では事業経験のない山口順太郎（北越水力電気社長山口誠太郎の長男）が社長に立てられたことから、松田が経営の中心にあった。北越電化工業常務は1945年（昭和20年）6月まで務めた。
その後は電線製造会社を起業して経営にあたっていたが、1947年（昭和22年）の第1回長岡市長選挙において日本自由党・日本進歩党推薦で立候補することとなった。松田本人は一貫して実業界にあったが、実父は政界にあり、また松田家では義父の弟耕平が長岡市長経験者（1938 - 1944年在任）であったという事情が唐突に政界を志した背景にあるとされる。4月6日の投開票では日本社会党・日本共産党の推す志賀定一に千票差をつけて当選し、9日最初の民選長岡市長に就任した。同年10月10日、昭和天皇の戦後巡幸があり、昭和天皇に長岡空襲の被害や地元の物産品を説明する機会を得た。
その後は長岡空襲からの復興を推進し、その一環として復興競馬や新潟県産業博覧会（1950年7・8月）などの事業を行った。
1951年（昭和26年）4月23日投開票の第2回市長選では元衆議院議員神山栄一を抑えて再選された。2期目には周辺町村の合併を推進していく。1954年（昭和29年）になると市庁舎の建替え・移転問題が発生して市議会と対立した。同年12月、松田は周辺9村合併による有権者増加を機に有権者の信任を改めて得た市長が新年度予算編成にあたるべきだとの意向から市長辞職を表明する。市議会は承認しなかったが翌1955年（昭和30年）1月3日付で辞職が自動的に発効した。出直し市長選は1月22日に実施されたが、対立候補の準備が整う前の抜き打ち選挙と受け止められたことや三選自体への批判から、日本社会党が推す内山由蔵に敗れ三選はならなかった。
実業界では市長在任中の1950年（昭和25年）11月、長岡の鉄道会社長岡鉄道の取締役に就任した（田中角栄の社長就任と同時）。市長退任後にあたる1960年（昭和35年）10月に合併のため長岡鉄道が越後交通となった後も引き続き取締役に選ばれている。1964年（昭和39年）11月、常務退任後も留任していた北越電化工業取締役からは退任。越後交通取締役には在任のまま、1972年（昭和47年）11月17日、肺化膿症のため長岡中央綜合病院にて死去した。76歳没。

## 栄典
- 1972年（昭和47年）10月24日 - 勲五等双光旭日章[20]
- 1972年（昭和47年）11月17日 - 正六位・勲三等瑞宝章[21]